# الصدر (القبيطة)

تعديل مصدري - تعديل

الصدر هي إحدى قرى عزلة اليوسفين بمديرية القبيطة التابعة لمحافظة لحج، بلغ تعداد سكانها 635 نسمة حسب تعداد اليمن لعام 2004.